# Lobelia oligophylla
Лобелія невеликолистова (Lobelia oligophylla) — вид рослин родини дзвоникові. Раніше відома як Hypsela reniformis.

## Будова
Повзуча рослина з стеблами до 5 см завдовжки. Формує густі зарослі невеликих круглих блискучих листків. Рослина жваво розростається до 60 см за рік. Квіти світло рожеві. Формує зелені ягоди.

## Поширення та середовище існування
Зростає на вологих відкритих ділянках у Південній Америці в Андах від Еквадору до Вогняної Землі. 

## Практичне використання
Використовується для озеленення водойм, водоспадів та на затінених ділянок альпінаріїв.

## Галерея

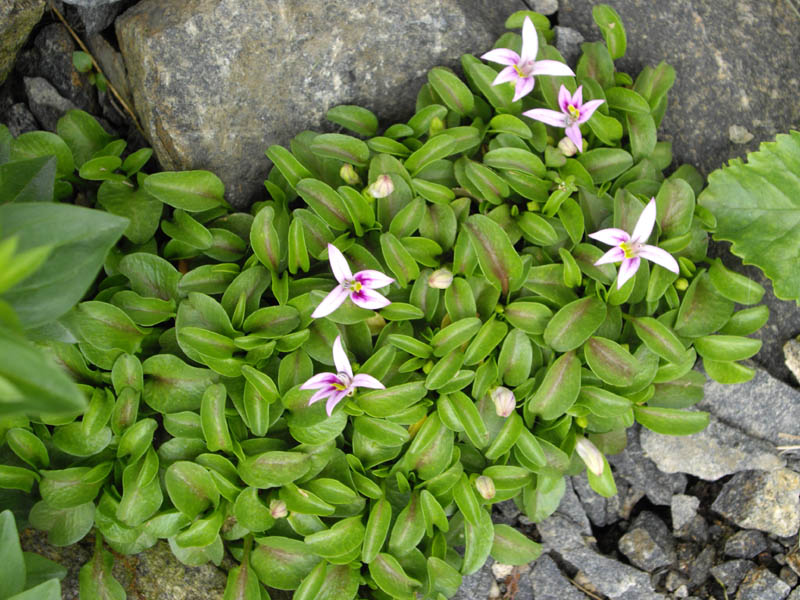
Зовнішній вигляд рослини